# Тимофєєв Сергій Анатолійович
Сергій Тимофєєв (рос. Серге́й Анато́льевич Тимофе́ев; нар. 5 березня 1965, Павлодар, Казахська РСР) — радянський, казахський та російський футболіст, захисник, півзахисник. Зараз — тренер. Майстер спорту СРСР (1990). Гравець збірної Казахстану.

## Клубна кар'єра
У футбол почав грати у Павлодарській ДЮСШ-2. Перші тренери — Ж. Х. Булекбаєв та В. П. Яришев. У 1982 році розпочав кар'єру гравця у місцевому клубі «Трактор» (Павлодар). У 1985 році перейшов до «Кайрата». У 1990—1991 роках захищав кольори клубу «Спартак» (Владикавказ).
У 1992 році переїхав до України, де підписав контракт з клубом «Нива» (Тернопіль), яка на той час виступала у вищій лізі чемпіонату України. За тернопільську команду дебютував 7 березня 1992 року у програному (1:2) виїзному поєдинку 1-го туру 2-ї підгрупи вищої ліги чемпіонату України проти чернівецької «Буковини». Сергій вийшов на поле у стартовому складі та відіграв увесь поєдинок. Проте надовго у «Ниві» Тимофєєв не затримався, відігравши 13 матчів за «Ниву» у чемпіонаті України, залишив тернопільську команду.
З 1992 року захищав кольори клубів «Динамо» (Москва), «Аланії», «Локомотива» (НН), «Сокола», «Єсил-Богатиря» та «Іртиша». У 2004 році перейшов до «Екібастузця», у складі якого й завершив кар'єру футболіста.

## Кар'єра у збірній
9 жовтня 1990 року зіграв єдиний матч у футболці збірної клубів СРСР проти збірної Ізраїлю. Поєдинок мав статус товариського матчу, радянські футболісти в ньому здобули перемогу з рахунком 3:0. Сергій вийшов на поле у стартовому складі та відіграв увесь поєдинок.
З 1997 по 2000 роки викликався до національної збірної Кахзахстану. 6 вересня 1997 року дебютував у футболці національної збірної у програному (0:3) виїзному поєдинку кваліфікації до Чемпіонату світу 1998 року проти Республіки Корея. Тимофєєв вийшов на поле у стартовому складі, але на 73-ій хвилині отримав червону картку та достроково завершив цей матч. Востаннє у футболці національної збірної Сергій Тимофєєв виходив на поле 7 жовтня 2000 року у програному (0:1) домашньому товариському матчі проти Саудівської Аравії. Сергій вийшов на поле у стартовому складі та відіграв увесь поєдинок.

## Кар'єра тренера
По закінченні кар'єри гравця розпочав тренерську діяльність. У 2000 році закінчив Вищу школу тренерів у Москві і працював помічником тренера в «Аксесс-Голден Грейн» (Петропаловськ). У 2004 році очолив «Екібастузець». 30 червня 2004 року був призначений головним тренером національної збірної Казахстану, якою керував до 9 листопада 2005 року. Збірна під його керівництвом зіграла 13 матчів. З червня й до кінця 2005 року очолював ФК «Атирау». У 2006 році він допомагав тренувати ФК «Ростов». У 2007 році працював адміністратором у «Содовику» (Стерлітамак). З 11 вересня 2008 року по 13 жовтня 2008 року обіймав посаду головного тренера ФК «Луховиці», і в 2009 році (до 7 червня), працював помічником тренера в тренерському штабі клубу «МВС Росії-Крилатське» в Москві. З 11 січня по 18 серпня 2010 року тренував «Сахалін» з Южно-Сахалінська, з 11 січня 2011 року по 16 березня 2012 року — тренував «Мостовик-Примор'є». З 27 вересня 2012 року по 1 травня 2014 року знову очолював «Сахалін» з Южно-Сахалінська. 5 січня 2016 року був призначений технічним директором семейського «Алтая».

## Досягнення

### Клубні
Динамо (Москва)
- Вища ліга
  -  Срібний призер (1): 1994
  -  Бронзовий призер (2): 1992, 1993

Аланія (Владикавказ)
- Вища ліга
  -  Чемпіон (1): 1995
  -  Бронзовий призер (1): 1996

- Кубок Росії
  -  Володар (1): 1995

Аксесс-Голден Грейн
- Прем'єр-ліга
  -  Срібний призер (1): 2000
  -  Бронзовий призер (1): 2001

Іртиш (Павлодар)
- Прем'єр-ліга
  -  Чемпіон (2): 2002, 2003

### Індивідуальні
- Список 33 найкращих гравців Росії (1): 1993

### Відзнаки
- Майстер спорту СРСР (1990)